# 霍羅舍 (阿爾切夫斯克區)
48°37′8″N 38°51′0″E / 48.61889°N 38.85000°E
霍羅舍（羅馬化：Khoroshe）是位於烏克蘭東部的村莊，由盧甘斯克州阿爾切夫斯克區的濟莫希里亞市鎮負責管轄。該村始建於1765年，面積6.14平方公里，海拔高度61米，2001年人口1,607，人口密度每平方公里261.8人。